# Cajado e mangual

Cajado e mangual

O cajado (heka) e o mangual (nekhakha) são símbolos usados na sociedade do Antigo Egito. Eram originalmente os atributos da divindade antiga Osíris mas se tornaram insígnias da autoridade faraônica. O cajado de pastor significa a realeza e o mangual a fertilidade da terra.
Os únicos exemplos faraônicos existentes tanto do cajado quanto do mangual vêm do túmulo de Tutancâmon. Os cajados são feitos de bronze e cobertos com listras alternadas de vidro azul, obsidiana e ouro, enquanto as contas do mangual são feitas de madeira folheadas em ouro.
Tradicionalmente são cruzados sobre o peito quando segurado, provavelmente representavam o governante como um pastor cuja benevolência é formidavelmente temperada com poder.
Na interpretação de Toby Wilkinson, o mangual, usado para incitar o gado, era um símbolo do poder coercivo do governante: como pastor de seu rebanho, o governante encorajava seus súditos, assim como os restringia.

## Galeria

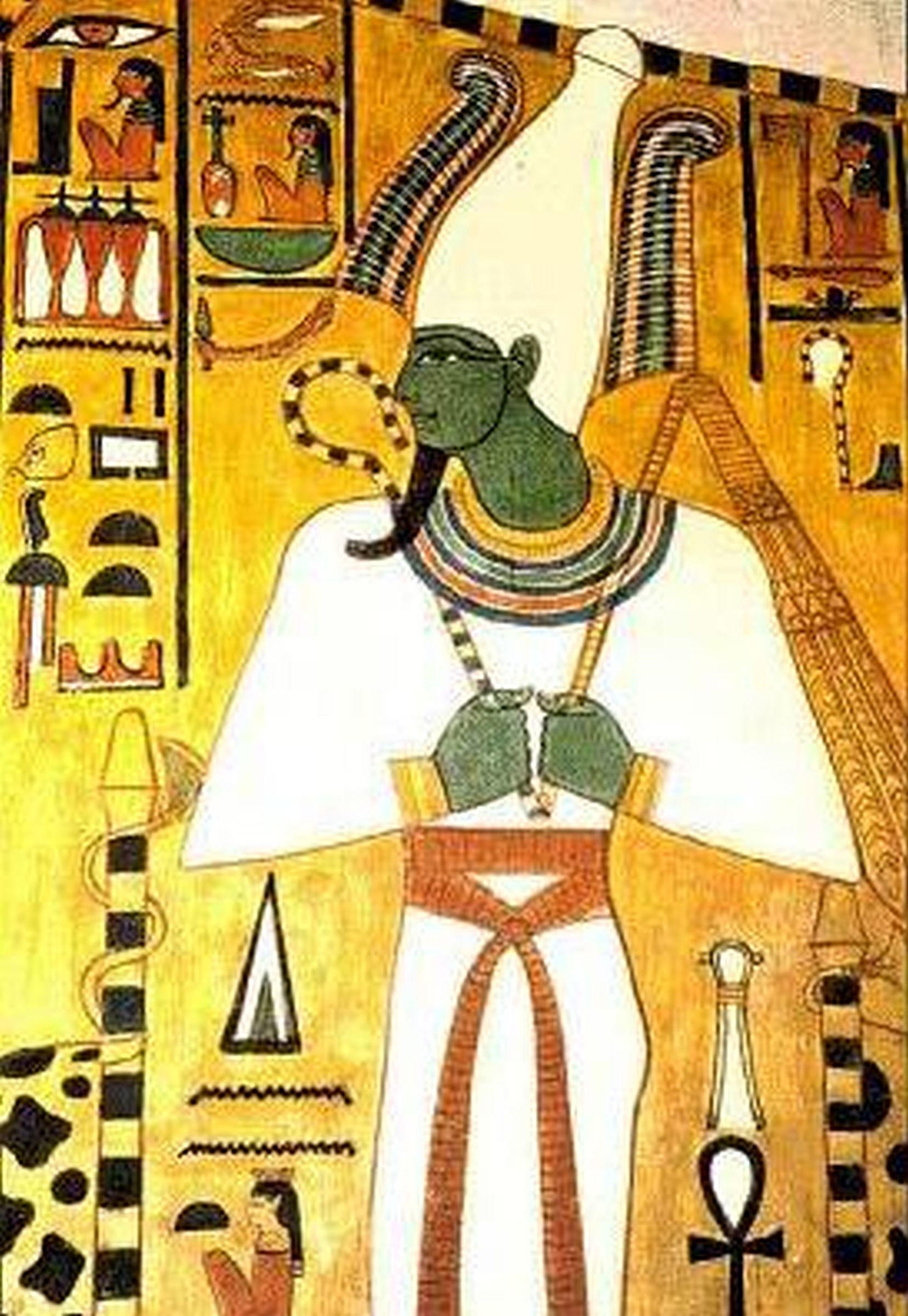
Detalhe de um friso em uma parede do túmulo QV66, de Nefertari (c. 1295-1255 a.C.), caracterizando o deus egípcio Osiris.
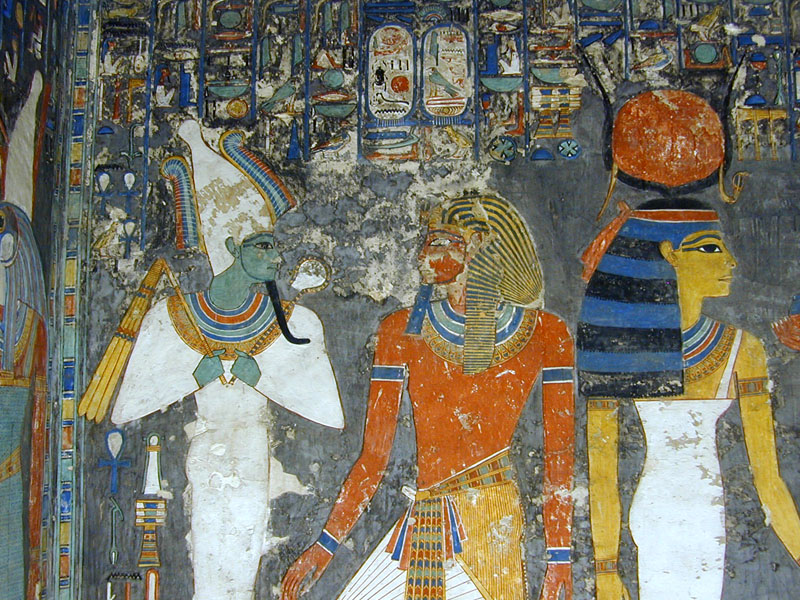
Detalhe do friso do poço. Horemebe entre Osíris (à esquerda) carregando o mangual e o cajado e Hathor (à direita)
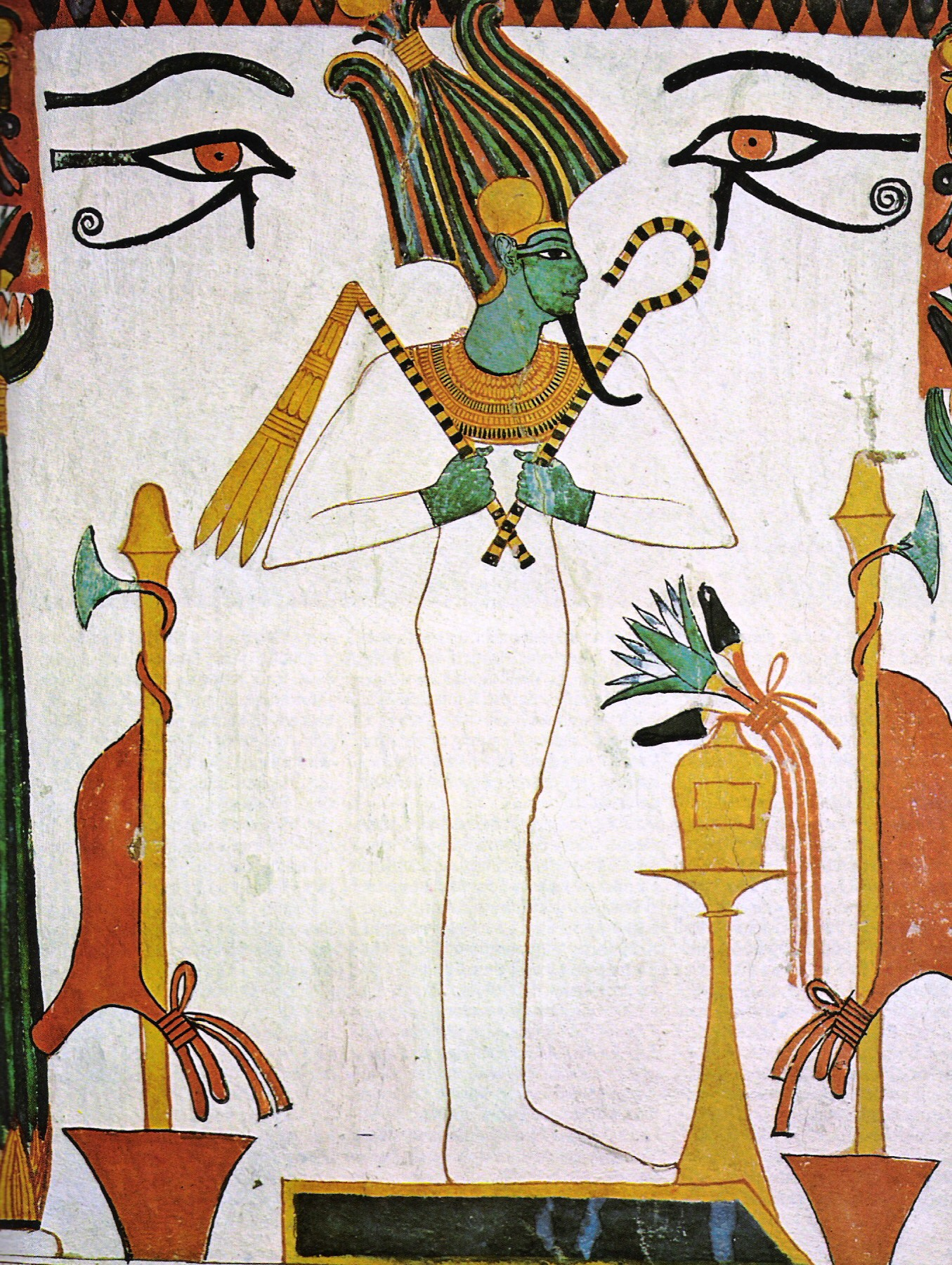
Osiris como um governante do além, detalhe da tumba de Senedjem
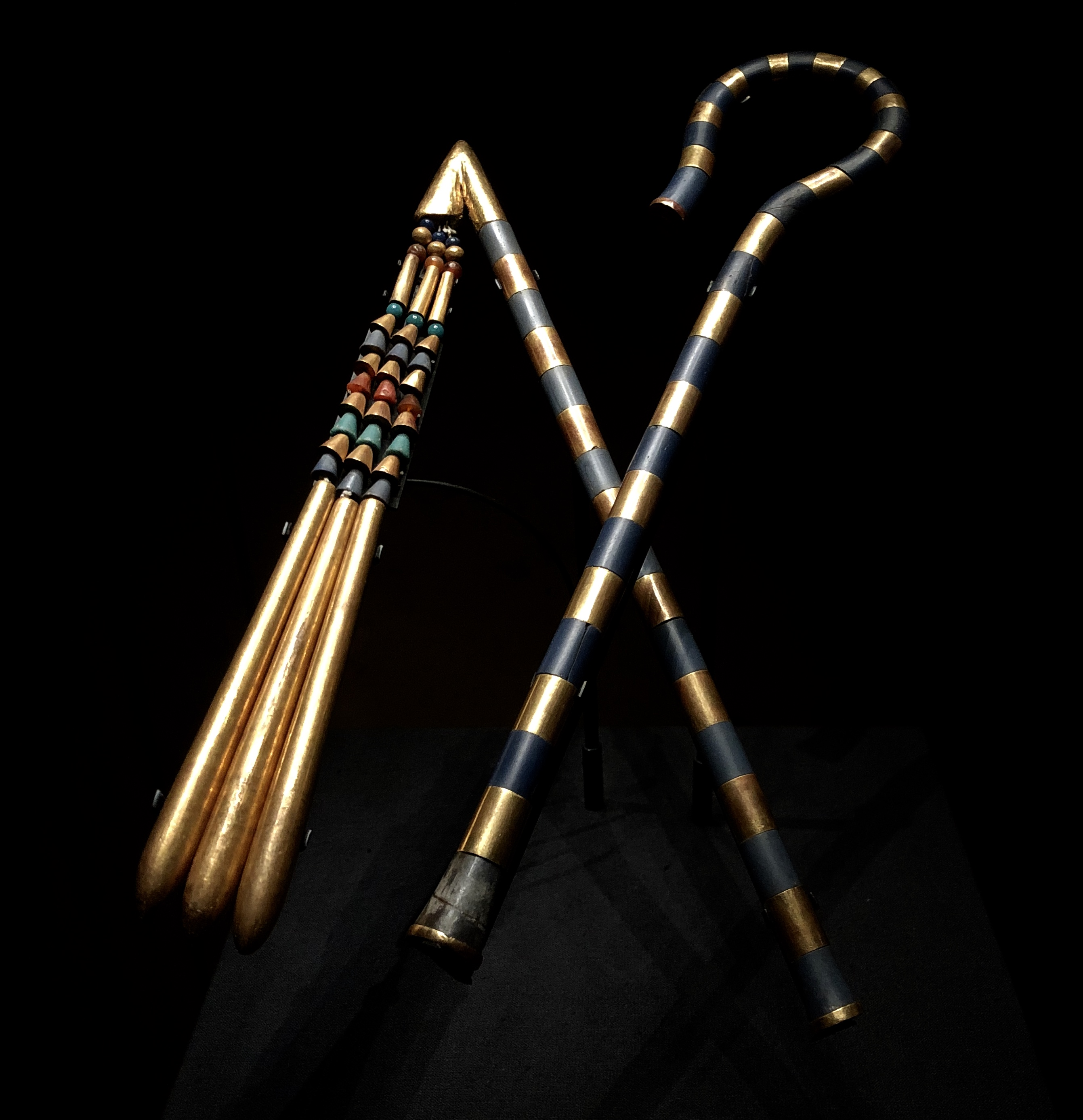
Cajado e mangual encontrados na tumba de Tutancâmon